# Amore traditore, BWV 203
Amore traditore, BWV 203 (O, amor traïdor), és una cantata profana de Johann Sebastian Bach estrenada a Köthen al voltant de l'any 1720.

## Origen i context
Durant bastant de temps s'ha qüestionat l'autoria d'aquesta cantata i de l'altra conservada en italià, BWV 209, però estudis basats en l'estil s'inclinen per atribuir-les a Bach, en concret de l'època de Köthen (1717-1723), període en què era freqüent trobar obres italianes en el repertori. El text és un poema d'amor típicament italià, si bé no se'n coneix l'autor; l'estructura formal és molt concisa, dues àries separades per un breu recitatiu, a destacar que a la segona ària el clavecí no fa només de continu sinó que té una paper de solista.

## Anàlisi
Obra escrita per a baix i clavecí. En algunes gravacions s'afegeix el violoncel que fa de baix continu. Consta de tres números
1. Ària (baix): Amore traditore (O, amor traïdor)
2. Recitatiu (baix): Voglio provar (Jo vull provar)
3. Ària (baix): Chi in amore ha nemica la sorte (Si en l'amor no tens gens de sort,)

Les dues àries, d'estil italià típic, tenen una estructura ternària pròpia de les àries de capo. En la primera destaquen les vocalitzacions sobre el punt clau de l'obra Amore traditore, tu non m’iganni più, el clavecí fa clarament el paper de continu, amb totes les notes només per a la mà esquerra, de manera que la dreta queda a voluntat de l'intèrpret. En la segona ària, número 3, el clavecí ja té un paper obliggato, encara que podria veure's com un preludi, ja que el solista canta un tema absolutament independent. El resultat final presenta, però, una gran conjunció i acoblament de la veu i l'instrument. Té una durada aproximada de gairebé un quart d'hora.

## Discografia seleccionada
- J. S. Bach: Solo Cantatas for Bass, BWV 56, BWV 158, BWV 82, BWV 203. Dominik Wörner, il gardellino. Passacaille, 2013.
- Bach Secular Cantatas Vol. 7, Bach Collegium Japan, Masaaki Suzuki, Dominik Wörner. BIS SACD.
- J.S. Bach: Complete Cantatas Vol. 2. Ton Koopman (clavecí), Jaap ter Linden (violoncel), Klaus Mertens. (Challenge Classics), 2006.
- J.S. Bach: Secular Cantatas BWV 203-204. Helmuth Rilling, Michael Behringer (clavecí), Dietrich Henschel. (Hänssler), 1999.
- J.S. Bach: Cantatas BWV 202, 203 & 209. Gustav Leonhardt (clavecí), Jacques Villisech. (Teldec), 2000.
- J.S. Bach: Secular Cantatas, BWV 36c, 203 & 209. Peter Schreier, Walter Heinz Bernstein (clavecí), Siegfried Lorenz. (Berlin Classics), 1996.